# Бахшалиев, Рамис Бахманович
Рамис Бахманович Бахшалиев (7 сентября 1971, Иолотань, Марыйская область, Туркменская ССР, СССР) — канадский пауэрлифтер азербайджанского происхождения. Девятикратный чемпион мира по пауэрлифтингу по версии AAU (любители) и IPF (профессионалы). Заслуженный мастер спорта (2003).

## Биография
Родился в 1971 году в городе Иолотань Марыйской области, Туркменская ССР.
С 1988 года, будучи студентом ТГУ им. Горького, начал заниматься пауэрлифтингом под руководством тренеров Хусейнкулиева А. Х. и Тамразова А. Н. В 1988 году впервые стал Чемпионом Туркменской ССР по силовому троеборью. В 1991 году выиграл Кубок Дружбы Республик Средней Азии и Казахстана. В 1991 году вошёл в шестёрку сильнейших на Чемпионате СССР по силовому троеборью в весовой категории до 67,5 кг.
В 1998 году впервые принял участие в Чемпионате Мира по Паузрлифтингу (версия IPF). Чемпион Британской Колумбии и рекордсмен Канады по версии IPF. Является Чемпионом ТССР (1988—1991), Туркменистана (1991—2004) и Средней Азии (1991) по бодибилдингу.